# Militärflugplatz Chièvres

i7
i11
i13
Der Militärflugplatz Chièvres (französisch Base aérienne de Chièvres, ICAO-Code: EBCV) in Belgien ist eine Einrichtung der United States Air Forces in Europe (USAFE), den diese als Chièvres Air Base bezeichnen. Eigentlicher Betreiber des Militärflugplatzes ist die Benelux-Garnison der US-Armee. Die Basis liegt in der Region Wallonien in der Provinz Hennegau bei Chièvres, zirka 15 km nordwestlich von Mons. Sie dient hauptsächlich als Flughafen für Besucher des bei Mons gelegenen NATO-Hauptquartiers Supreme Headquarters Allied Powers Europe (SHAPE).

## Geschichte
Das erste Flugfeld bei Chièvres wurde Anfang des Ersten Weltkrieges 1914 durch die deutschen Besatzungstruppen für die Luftstreitkräfte des Deutschen Kaiserreichs angelegt.
Der heutige Flugplatz entstand in den 1930er Jahren für die Aviation Militaire Belge, die diesen nach Ausbruch des Zweiten Weltkrieges ab Ende 1939 als Ausweichflugplatz nutzte. Im Verlauf des Westfeldzuges der deutschen Wehrmacht im Frühjahr 1940 fiel die Basis in deutsche Hand und die Luftwaffe nutzte sie im weiteren Kriegsverlauf selbst weiter. Um den Monatswechsel Mai/Juni 1940 lagen hier für eine kurze Zeit die Bf 109E aller drei Gruppen des Jagdgeschwaders 26 und flogen Einsätze gegen die britischen Truppen im Raum Dünkirchen. Im Juni übernahm das Kampfgeschwader 30 den Platz und flog mit seinen Ju 88A Einsätze gegen die weitere Evakuierungsoperation der britischen Truppen. Das Geschwader blieb bis September 1940 und nahm bis dahin an der Luftschlacht um England teil.
Zwischen September und Dezember 1940 griff der Corpo Aereo Italiano der italienischen Regia Aeronautica auf Seiten der Achsenmächte in die Luftschlacht ein, wurde aber nach hohen Verlusten Ende 1940 abgezogen. In Chievres lagen Fiat BR.20M Cigogna des 43° Stormo und Cant Z.1007bis der 172° Squadriglia Ricognizione Strategica Terrestre.
Ab Ende 1940 wurde Chièvres zunächst nicht weiter für Einsätze der Luftwaffe genutzt. Die Zeit nutzten die Deutschen zu einem großzügigen Ausbau des Platzes, wozu auch die Errichtung zweier 1800 m langer Beton-Start- und Landebahnen gehörte.
Mit der Verlegung der IV. Ergänzungsgruppe des Kampfgeschwader 3 (IV.(Erg.)/KG 3) aus Le Culot wurde Chievres als Fliegerhorst erneut genutzt, die Do 17 der Einheit flogen Einsätze über England und dem Atlantik. Auch bei der Unternehmen Cerberus kam die Gruppe, mittlerweile mit Ju 88A ausgerüstet, zum Einsatz. Im Januar 1943 verlegte sie nach Istres.
Anfang 1944 lag hier die mit Junkers Ju 188 ausgerüstete I. Gruppe des Kampfgeschwaders 6 (I./KG 6), die im Rahmen des Unternehmens Steinbock Ziele in England bombardierte. 
Die US-Armee erreichte den Flugplatz, dessen Einrichtungen weitestgehend zerstört und dessen Gelände durch die abziehenden deutschen Truppen vermint worden war, Anfang September 1944. Nach seiner notdürftigen Instandsetzung nutzten alliierte Jagdflugzeuge Airfield A.84 bis nach Kriegsende weiter. Während der Ardennenoffensive nutzten ihn Hawker Typhoon des 123. Geschwaders (123. Wing) der RAF, vor und nach diesem Zeitraum lagen hier Jagdgruppen der USAAF.
Ende 1945 wurde die Basis an Belgien zurückgegeben und 1947 begann der Ausbau für den Betrieb von Düsenjägern. Das mit Meteor ausgerüstete 7. Jagdgeschwader (7. Fighter Wing) verlegte Ende 1950 auf seine neue Basis. Anschließend kam das noch mit Spitfire XIV ausgerüstete 10. Wing hinzu, das aber bereits 1953 nach Kleine Brogel verlegt wurde. Das 7. Wing rüstete 1956 zunächst auf die Hunter F.4 um, die bereits nach zwei Jahren durch die Hunter F.6 ersetzt wurde.
Nachdem das Geschwader 1963 aufgelöst worden war übergab Belgien die Basis 1968 an die NATO zur Nutzung für das neue Hauptquartier bei Mons.

## Heutige Nutzung
Die Basis beherbergt zurzeit (2012) einen fliegenden Verband, die 309th Airlift Squadron, eine Staffel des in Ramstein stationierten 86th Airlift Wings, ausgerüstet mit meist einer C-37 zum Transport hochrangiger Militärs, insbesondere des Oberbefehlshabers (SACEUR), da dieser traditionell ein Amerikaner ist. Daneben gibt es noch eine USAFE-Serviceeinheit für Besucherflugzeuge (sog. Cross Servicing). Der Betrieb der Basis durch die US-Armee begann 1984 durch die 80th Support Group [Area], die seit 2005 die heutige Bezeichnung führt.

## Anflugverfahren
Für Anflüge nach Instrumentenflugregeln stehen ein Instrumentenlandesystem, ein TACAN-Anflug und ein GPS-Anflug auf die Bahn 26 zur Verfügung.